# 山姆·休斯敦微风号列车
山姆·休斯敦微风号列车（英語：Sam Houston Zephyr）是一列由芝加哥、伯靈頓和昆西鐵路（CB&Q）和芝加哥、岩岛和太平洋铁路（CRI&P）联合营运、运行于德克萨斯州沃斯堡和休斯敦之间的流线型旅客列车，该列车是以曾任得克萨斯共和国第一任总统及得克萨斯州第一任州长的山姆·休斯敦来命名，也是第一列在德克萨斯州土地上运行的流线型旅客列车。1936年12月，第二代的双子城微风号列车（英語：Twin Cities Zephyr）交付伯灵顿铁路运用，而替换下来的两列第一代列车则转用于开行奥札克之州微风号列车（英語：Ozark State Zephyr）和山姆·休斯敦微风号列车。山姆·休斯敦微风号列车于1936年10月1日正式投入服务，每天往返于沃斯堡得克萨斯和太平洋车站和休斯敦联合车站之间，单程运行距离为283英里（456公里），单程旅行时间为5小时，中途停靠达拉斯、瓦克萨哈奇、科西卡纳和蒂格。20世纪中期，随着高速公路和航空交通日益发达，旅客外出更多地选择自己开车或搭乘飞机，美国铁路客运的重要性不断下降，山姆·休斯敦微风号列车亦于1966年停运。